# Hugh Williams
Hugh Williams, all'anagrafe Hugh Anthony Glanmore Williams (Bexhill-on-Sea, 6 marzo 1904 – Londra, 7 dicembre 1969), è stato un attore e drammaturgo britannico.

## Biografia
Studiò alla Royal Academy of Dramatic Art di Londra, diventando nei primi anni trenta una delle principali star del cinema britannico. In quegli anni lavorò anche a Hollywood, dove apparve per la prima volta nel film Charley's Aunt (1930). Rientrò successivamente in patria e partecipò a numerosi film britannici quali Un marito ideale (1947) e C'era una volta... (1953).
Collaborò con la sua seconda moglie Margaret Wyner alla stesura di diverse opere teatrali, come The Grass Is Greener, per la quale fu sceneggiatore anche nella versione cinematografica, L'erba del vicino è sempre più verde (1960), diretta da Stanley Donen. Morì per cancro alla gola nel 1969, all'età di 65 anni, a Londra.

## Filmografia

### Cinema
- Charley's Aunt, regia di Al Christie (1930)
- Ottocento romantico (Bitter Sweet), regia di Herbert Wilcox (1933)
- Padre (Sorrell and Son), regia di Jack Raymond (1934)
- Davide Copperfield (The Personal History, Adventures, Experience, & Observation of David Copperfield the Younger), regia di George Cukor (1935)
- Gentiluomo dilettante - Il nuovo Robin Hood (The Amateur Gentleman), regia di Thornton Freeland (1936)
- Fiamme di passione (Bank Holiday), regia di Carol Reed (1938)
- Occhi neri di Londra (The Dark Eyes of London), regia di Walter Summers (1939)
- La voce nella tempesta (Wuthering Heights), regia di William Wyler (1939)
- Missione segreta (Secret Mission), regia di Harold French (1942)
- Volo senza ritorno (One of Our Aircraft Is Missing), regia di Michael Powell e Emeric Pressburger (1942)
- Prendi la mia vita (Take My Life), regia di Ronald Neame (1947)
- Un marito ideale (An Ideal Husband), regia di Alexander Korda (1947)
- Accadde a Praga (The Blind Goddess), regia di Harold French (1948)
- The Holly and the Ivy, regia di George More O'Ferrall (1952)
- Il cacciatorpediniere maledetto (Gift Horse), regia di Compton Bennett (1952)
- C'era una volta... (Twice Upon a Time), regia di Emeric Pressburger (1953)
- L'erba del vicino è sempre più verde (The Grass is Greener), regia di Stanley Donen (1960) - sceneggiatura
- Khartoum, regia di Basil Dearden (1966)
- Il dottor Faustus (Doctor Faustus), regia di Richard Burton, Nevill Coghill (1968)

### Televisione
- Colonnello March (Colonel March of Scotland Yard) – serie TV, episodio 1x11 (1956)
- Le avventure di Charlie Chan (The New Adventures of Charlie Chan) – serie TV, 3 episodi (1957 - 1958)